# Lego Scooby-Doo: Nawiedzone Hollywood
Lego Scooby-Doo: Nawiedzone Hollywood (ang. Lego Scooby-Doo! Haunted Hollywood) – 30. film animowany i 25. pełnometrażowy film z serii Scooby Doo z roku 2016. Następca filmu Scooby-Doo i Kiss: Straszenie na scenie.

## Wersja polska
Dystrybucja na terenie Polski: Galapagos Films

Wersja polska: Master Film

Reżyseria: Agata Gawrońska-Bauman

Dialogi: Dorota Filipek-Załęska

Teksty piosenek: Andrzej Brzeski

Dźwięk i montaż: Jacek Osławski

Kierownictwo muzyczne: Adam Krylik

Kierownictwo produkcji: Katarzyna Fijałkowska

Śpiewał: Adam Krylik

Wystąpili:
- Ryszard Olesiński – Scooby Doo
- Jacek Bończyk – Kudłaty
- Agata Gawrońska-Bauman – Velma
- Beata Jankowska-Tzimas – Daphne
- Jacek Kopczyński – Fred
- Józef Pawłowski
- Adam Bauman
- Janusz Wituch